# Johannes Janda
Johannes Janda (* 3. Januar 1827 in Klein Darkowitz bei Hultschin; † 14. November 1875 in Berlin) war ein deutscher Bildhauer des Klassizismus.

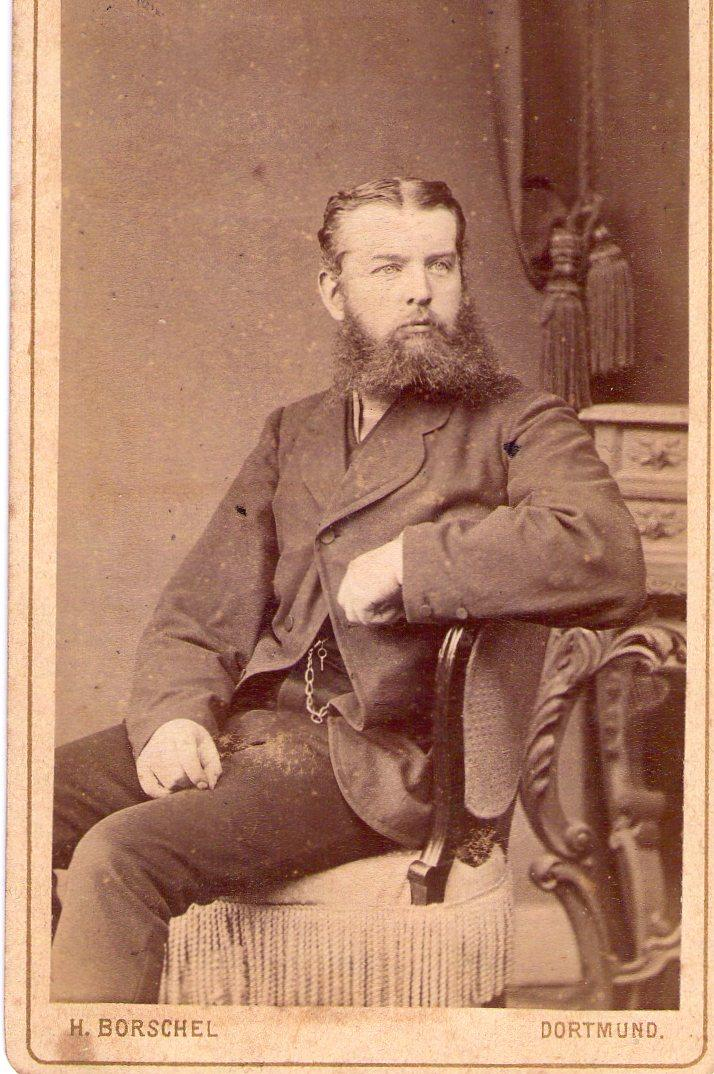
Johannes Janda

## Leben
Johannes Janda erlernte bei seinem Vater, einem Tischler, das Schnitzen von Heiligenfiguren. Ab 1845 besuchte er die Breslauer Kunstschule. Auf Empfehlung des Barons von Stücker wurde er 1849 in die Berliner Werkstatt des bedeutenden Bildhauers Christian Daniel Rauch aufgenommen. 1864 machte sich Janda mit einem eigenen Atelier in Berlin selbständig. Im Jahr 1867 unternahm er eine Romreise, von der sich seine Skizzenbücher erhalten haben. Zu seinen Werken gehören geschnitzte Kruzifixe aus Holz und Elfenbein, Heiligenfiguren, Büsten und Porträtmedaillen, aber auch große Skulpturen aus Stein und Marmor.

## Werke

Porträtmedaille Benoni Friedländers (1852)

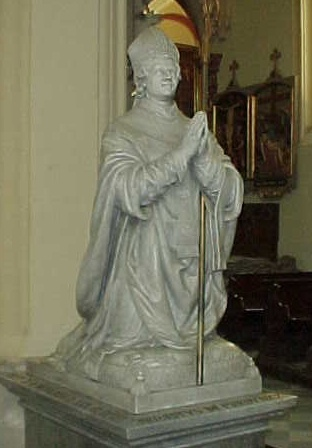
Figur des Prager Erzbischofs Ernst von Pardubitz

- 1854: Heiligenfiguren für das katholische St.-Hedwig-Krankenhaus in Berlin, Große Hamburger Straße
- 1856: Heiligenfiguren für die katholische Kirche St. Michael in Berlin-Luisenstadt, Michaelkirchplatz
- 1861: Denkmal für Johann Christoph Hermann Reichsgraf von Schwerin-Wolfshagen im Schlosspark Wolfshagen
- 1862: Skulptur Unbefleckte Empfängnis Mariä für Klein Darkowitz
- 1864: Kolossale Hubertusgruppe in Zinkguss für das Jagdschloss Promnitz des Fürsten von Pleß
- 1867: zwei lebensgroße liegende Hirsche für den Fürsten von Pleß
- 1875: Relief Maria, dem Hl. Dominikus den Rosenkranz reichend für die katholische St.-Paulus-Kapelle in Berlin-Moabit
- 1870: Kniende Figur des ersten Prager Erzbischofs Ernst von Pardubitz für die Mariä-Himmelfahrt-Kirche in Glatz
- o. J.: Skulptur Genoveva mit Hirschkuh in Zinkguss für Schloss Rauden
- 1873: Kindergruppe am Neubau der Königsbrücke in Berlin-Mitte
- o. J.: figürlicher Schmuck des Hauses der Familie von Eckardstein in Berlin, Wilhelmstraße 60
- o. J.: Mariensäule bei Schomberg bei Beuthen[1]
- 1873: Germania-Standbild für das Kriegerdenkmal 1870/71 auf dem Kirchplatz in Wittmund
- 1873: Germania-Standbild für das Kriegerdenkmal 1870/71 auf dem Westfriedhof in Oberhausen
- 1874: Germania-Standbild für das Kriegerdenkmal 1870/71 an der Bahnhofstraße in Bünde
- 1874: Germania-Standbild für das Kriegerdenkmal 1870/71 in Eschwege